# Impatiens odontophylla
Impatiens odontophylla är en balsaminväxtart som beskrevs av Joseph Dalton Hooker. Impatiens odontophylla ingår i släktet balsaminer, och familjen balsaminväxter. Inga underarter finns listade i Catalogue of Life.